# Kamal Sowah
Kamal Deen Sowah (* 9. Januar 2000) ist ein ghanaischer Fußballspieler, der aktuell bei NAC Breda in der niederländischen Eredivisie unter Vertrag steht.

## Karriere
Kamal Sowah entstammt der wohlbekannten Right to Dream Academy und nach einem erfolgreichen Probetraining bei Leicester City, schloss er sich Ende Januar 2018 dem englischen Erstligisten an. Dort wurde er mit einem 4-½-Jahresvertrag ausgestattet, jedoch umgehend bis Sommer 2019 an den belgischen Erstligisten Oud-Heverlee Löwen ausgeliehen, der wie Leicester City ebenfalls King Power gehört. Am 14. April 2018 (3. Spieltag) debütierte er beim 2:0-Heimsieg gegen Waasland-Beveren in der höchsten belgischen Spielklasse, als er in der 84. Spielminute für Joeri Dequevy eingewechselt wurde. In dieser Saison 2017/18 bestritt er drei weitere Einsätze. Trotz des Abstiegs des Vereins in die zweitklassige Division 1B blieb ihm der Sprung in die Startformation in der folgenden Spielzeit 2018/19 verwehrt und er wurde nur in zwei Ligaspielen eingesetzt.
Sowah verblieb auch in der nächsten Saison 2019/20 in Löwen und schaffte in dieser den Durchbruch als Stammkraft. Am 7. September 2019 (5. Spieltag) erzielte er beim 4:0-Heimsieg gegen den KSV Roeselare sein erstes Ligator. Er bestritt in dieser Spielzeit 27 Ligaspiele, in denen ihm drei Tore und ebenso viele Vorlagen gelangen. Aufgrund einer Ligaaufstockung stieg OH Löwen zur Saison 2020/21 wieder in die Division 1A auf und Sowahs Leihvertrag wurde erneut um ein Jahr ausgedehnt. Seinen Stammplatz behielt er auch eine Ligaebene weiter oben erfolgreich bei und am 25. September 2020 unterzeichnete er bei Leicester City einen neuen langfristigen Vertrag. Am nächsten Tag (7. Spieltag) beförderte er OH Löwen mit einem Doppelpack zum 3:2-Auswärtssieg gegen die KAA Gent.
In der Saison 2020/21 bestritt er alle 34 Ligaspiele für Löwen, in denen er acht Tore schoss, sowie zwei Pokalspiele. Nach Ablauf der Leihe kehrte er vorübergehend nach Leicester zurück. Ohne für diesen Verein ein Spiel absolviert zu haben, wechselte Sowah Ende August 2021 zurück in die belgische Division 1A und unterschrieb beim FC Brügge einen Vertrag mit einer Laufzeit bis Sommer 2025.
Sowah bestritt 9 von 20 möglichen Ligaspielen sowie drei Pokalspiele und fünf Champions-League-Spiele für Brügge. Ende Januar 2022 wurde er bis zum Ende der Saison an den niederländischen Ehrendivisionär Vitesse Arnheim ausgeliehen. Für Arnheim bestritt er 8 von 14 möglichen Ligaspielen, ein Pokalspiel sowie zwei Spiele in der Conference League.
In der Saison 2022/23 gehörte er wieder zum Kader des FC Brügge. Er bestritt 27 von 40 möglichen Ligaspielen für Brügge, ein Pokalspiel, sieben Spiele in der Champions League mit einem geschossenen Tor sowie das gewonnene Spiel um den Supercup. Dabei wurde er Mitte März 2023 zuletzt eingesetzt.
Auch in der neuen Saison wurde er weiterhin nicht von Brügge eingesetzt. Anfang September 2023 wurde er für den Rest der Saison mit anschließender Kaufoption an den Ligakonkurrenten Standard Lüttich ausgeliehen. Sowah bestritt 27 von 34 möglichen Ligaspielen, in denen er ein Tor schoss, sowie ein Pokalspiel. In der Saison 2024/25 gehört er wieder zum Kader des FC Brügge.
Im Februar 2025 wechselte Kamal Sowah zu NAC Breda.

## Nationalmannschaft
Am 17. November 2022 hatte Sowah bei einem Freundschaftsspiel gegen die Schweiz seinen ersten Einsatz in der Nationalmannschaft. Bei der Weltmeisterschaft 2022 in Katar gehörte er zum ghanaischen Kader, wurde aber nicht eingesetzt.